# 梅若実 (初世)

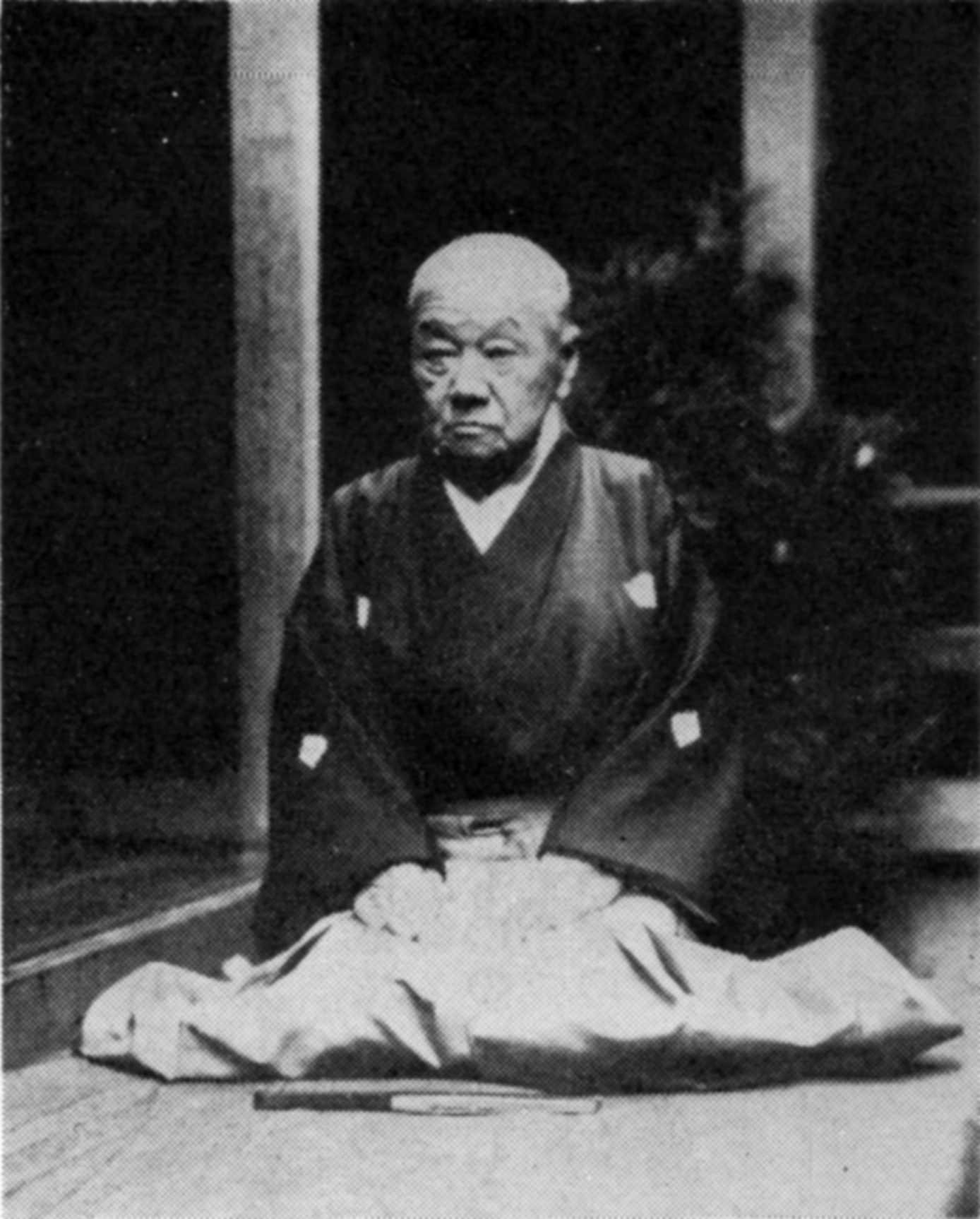
初世梅若実

五十二世梅若六郎（うめわか ろくろう、文政11年4月13日（1828年5月26日） - 明治42年（1909年）1月19日）とは、観世流シテ方能楽師。明治5年（1872年）以後は初世梅若 実（うめわか みのる）を名乗り、こちらの名でよく知られる。

## 来歴
上野輪王寺御用達の鯨井平左衛門の次男として、江戸神田銀町に生まれた。幼名は亀次郎。1836年（天保7年）五十一世梅若六郎氏暘（うじあき）の養子となる。養子となった後に六之丞と改名し、1839年（天保10年）に家督を継いだ。1853年（嘉永6年）に結婚し、六郎氏実と改名。明治維新の混乱期、観世家宗家が徳川慶喜に従って静岡に移ったこともあり能楽が衰退する中、能楽堂の建設や自宅の敷舞台での演能、それまで非公開だった能を一般に有料で公開するなどした。明治時代の能楽復興の功労者であり、十六世宝生九郎、桜間伴馬とともに明治三名人と謳われる。
長男が初世梅若万三郎、次男が五十四世梅若六郎で後の二世梅若実。
長女・津留子の婿養子に観世銕之丞家の四世観世清済の次男源次郎を迎えたが、後に実に二人の実子（初世梅若万三郎・二世梅若実）が生まれたため、既に五十三世梅若六郎を襲名していた源次郎は観世家に戻った（後の矢来観世家）。
次女・濱子の婿が観世華雪。

## 系譜
```
凡例
　太線は実子、細二重線は養子
```

```
(
矢来観世家
)    (
梅若万三郎
家)                  
初世梅若実
            
紅雪
(5) (
観世銕之丞
家)
 ┃　　  　┏━━━┳━━━━━━━━━━━━━━━━┃━━━━━┓　　　 ┣━━━━┓

清之
====津留子　
初世万三郎
　　   　                
二世梅若実
 　濱子====
華雪
(6)  
雅雪
(7) 　　　　　              　　　　　　　　　　　　　　　　　　　　　　　　　　　　 
 ∥ 　　　　  　　 ┣━━━━━━━━┓　　　        ┃　　　　　　　　         　　┃

初世喜之
　　 　　
二世万三郎
         
初世猶義
　      
五十四世六郎
                   
銕之丞静夫(8)

 ∥　　  　　　    ┣━━━━┓      ┃              ┃             ┏━━━┳━━━┫

二世喜之
　　 　  
三世万三郎
 
万佐晴
  
五世梅若吉之丞
  
五十五世六郎
    
寿夫
  　
栄夫
　 
銕之丞暁夫(9)
====五世
井上八千代

 ∥  　  　        ┣━━━━┓      ┃                                               ┏━━━━┫

三世喜之
　　     
紀長
　　 　
久紀
    
二世猶義
                                       　
観世惇夫
　
井上安寿子

 ┃

喜正
```

## 参考資料
- 鳥越文蔵ほか　「梅若実日記」　全七巻　八木書店。ISBN 4-8406-9641-1
- 小林責「隆盛の梅若家―明治以後の歴史―」、『華の能 : 梅若五〇〇年』、講談社、1981年。